# Waiporia algida
Waiporia algida là một loài nhện trong họ Orsolobidae.
Loài này thuộc chi Waiporia. Waiporia algida được Raymond Robert Forster miêu tả năm 1956.